# Andriivka, Cervonoarmiisk
Andriivka (în ucraineană Андріївка) este localitatea de reședință a comunei Andriivka din raionul Cervonoarmiisk, regiunea Jîtomîr, Ucraina.

## Demografie
Componența lingvistică a localității Andriivka
     Ucraineană (100%)
Conform recensământului din 2001, toată populația localității Andriivka era vorbitoare de ucraineană (100%).